# Galga de roscas

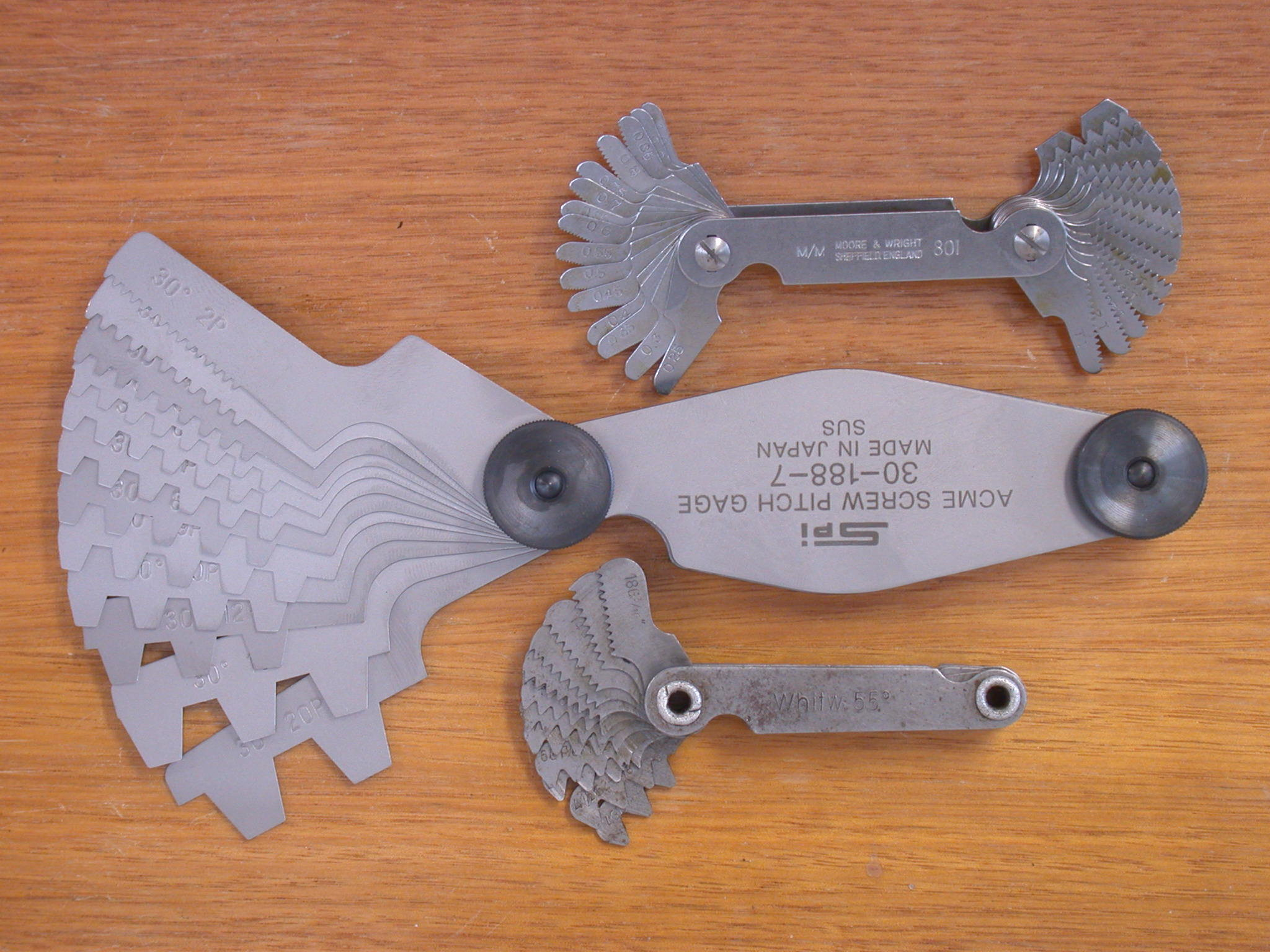
Galga de rosca métrica

Una galga de roscas es una herramienta utilizada para medir el paso de la rosca de un tornillo. La galga de roscas se utiliza como herramienta de referencia para determinar el paso de la rosca de un tornillo o de un agujero con rosca interior. Esta herramienta no se utiliza como instrumento de medida de precisión. Este mecanismo permite al usuario determinar el perfil de una rosca dada y clasificarla rápidamente según su forma y paso. Este mecanismo también ahorra tiempo, ya que evita al usuario medir y contar el paso de rosca del elemento roscado. 